# Enorma
Enorma es un género de bacterias grampositivas de la familia Coriobacteriaceae. Fue descrito en el año 2016. Su etimología hace referencia a enorme. Son bacterias anaerobias estrictas e inmóviles. Todas se encuentran en heces humanas, formando parte de la microbiota intestinal. 

## Taxonomía
Actualmente existen 3 especies descritas:
- Enorma massiliensis
- Enorma shizhengliae
- Enorma timonensis